# Lombard North Central
 (juillet 2017).
Si vous disposez d'ouvrages ou d'articles de référence ou si vous connaissez des sites web de qualité traitant du thème abordé ici, merci de compléter l'article en donnant les références utiles à sa vérifiabilité et en les liant à la section « Notes et références ».
Lombard North Central, ou plus simplement Lombard, est une entreprise britannique spécialisée dans le crédit, fondée en 1861. Elle fait partie du groupe Royal Bank of Scotland depuis 2000. 